# Кубики
Кубики (пол. Kubiki) — село в Польщі, у гміні Вельґомлини Радомщанського повіту Лодзинського воєводства.
У 1975-1998 роках село належало до Пйотрковського воєводства.